# Eduard August von Regel
Eduard August von Regel (Gotha, 13 de agosto de 1815-San Petersburgo, 15 de abril de 1892) fue un jardinero y botánico alemán.

## Biografía
Aprende horticultura en los Montes Reales de Naranjos de Gotha. Completa su formación en el Jardín botánico de Gotinga. Trabaja en Bonn y en Berlín antes de ser nombrado jardinero jefe en Zúrich.
En 1855, se instala en San Petersburgo como botánico, y a partir de 1875, como director del jardín botánico imperial. Regel se consagra particularmente al estudio y mejoramiento de árboles frutales rusos. Crea un jardín de Malus en 1863 con sus propios materiales.
Su hijo Johann Albert von Regel fue botánico y médico.

## Obras
- Allgemeines Gartenbuch (dos volúmenes, Zürich, 1855 y 1868)
- Cultur der Pflanzen unserer höheren Gebirge sowie des hohen Nordens : mit 1 Taf. Abb. Enke, Erlangen 1856 (en línea)
- Monographia Betulacearum ..., 1861
- Tentamen florae ussuriensis, 1861
- Alliorum adhuc cognitorum monographia, 1875

## Honores

### Eponimia
Géneros
- (Arecaceae) Regelia Hort. ex H.Wendl.[1]

- (Bromeliaceae) Regelia (Lem.) Lindm.[2]

- (Myrtaceae) Regelia Schauer[3]
- La abreviatura «Regel» se emplea para indicar a Eduard August von Regel como autoridad en la descripción y clasificación científica de los vegetales.[4]

## Fuente
- Adaptaciones de los artículos de lengua francesa y alemana de Wikipedia.